# Roland J. Green
Roland James Green (Chicago, 2 september 1944)  is een Amerikaans sciencefiction en fantasyschrijver.
Roland Green begon als schrijver van fantasy. Zijn eerste serie boeken was de Wandor reeks, een Sword & Sorcery serie. Ook schreef hij een aantal verhalen over het door Robert E. Howard bedachte personage Conan de Barbaar. Hij is het best bekend om zijn militaire sciencefictionboeken.

### Wandor serie
- 1973 - Wandor's Ride
- 1975 - Wandor's Journey
- 1979 - Wandor's Voyage
- 1981 - Wandor's Flight

### Conan de Barbaar serie
- 1988 - Conan the Valiant
- 1991 - Conan the Guardian
- 1992 - Conan the Relentless
- 1993 - Conan and the Gods of the Mountain
- 1994 - Conan at the Demon's Gate
- 1995 - Conan and the Mists of Doom
- 1997 - Conan and the Death Lord of Thanza

### Dragonlance Warriors serie
- 1995 - Knights of the Crown
- 1995 - Knights of the Sword
- 1996 - 5 Knights of the Rose
- 1997 - The Wayward Knights

### Peace Company serie
- 1985 - Peace Company
- 1987 - These Green Foreign Hills
- 1989 - The Mountain Walks

### Starcruiser Shenandoah serie
- 1989 - Squadron Alert
- 1990 - Division of the Spoils
- 1991 - The Sum of Things
- 1992 - Vain Command
- 1993 - The Painful Field
- 1994 - Warriors for the Working Day

### Janissaries serie
- 1982 - Janissaries: Clan and Crown (met Jerry Pournelle)
- 1987 - Storms of Victory (met Jerry Pournelle)
- 1996 - Tran  (met Jerry Pournelle)

### Romans
- 1984 - Jamie the Red  (met Gordon R. Dickson)
- 1984 - Starship Sapphire  (met Andrew J. Offutt)
- 1985 - The Book of Kantela  (met Frieda A. Murray )
- 1985 - Great King's War  (met John F. Carr)
- 1997 - Fantastic Adventures: The Tale of the Comet
- 1998 - On the Verge
- 2000 - Voyage to Eneh

- Bibsys: 98046446
- Gemeinsame Normdatei: 1153930889
- International Standard Name Identifier: 0000 0001 1656 4642
- Library of Congress Control Number: n84181522
- Bibliotheek van het Japanse parlement: 00467513
- Nationale Bibliotheek van Tsjechië: xx0009961
- Nationale bibliotheek van Australië: 35778515
- Nederlandse Thesaurus van Auteursnamen: 089248775
- SNAC: w6dr5xtz
- Trove: 1083068
- Virtual International Authority File: 62174939
- WorldCat: E39PBJmdtbjTqCvHmGc6jBT8md